# 弑君

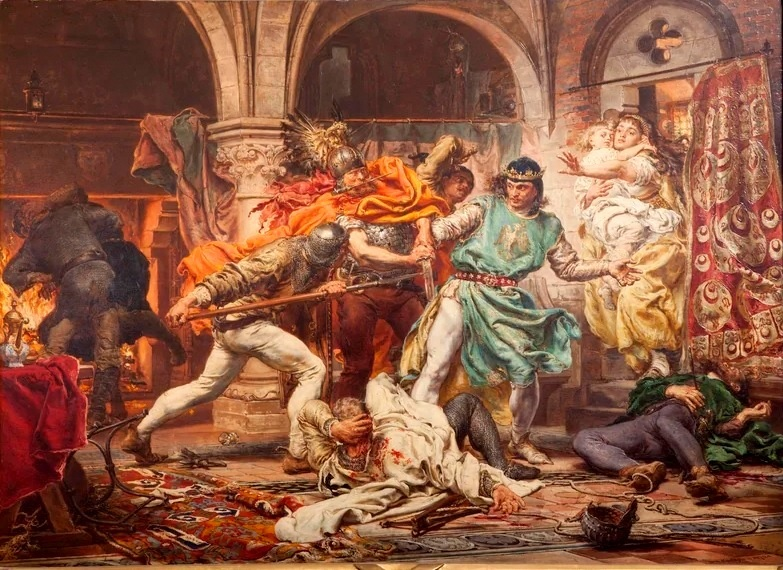
扬·马泰伊科画作《普热梅斯瓦夫二世之死》

弑君（英語：Regicide）指的是臣子殺害君主的行為。在東亞的漢字文化圈裡，弑君屬於大逆罪，屬於十惡中的謀反。
在英國傳統中，弒君也可指司法審判後對國王的處決，例如查理一世的審判和處決。在文學藝術界，馬克白和獅子王等作品也表現了弒君的情節。